# الصحة الإنجابية للمرأة في الولايات المتحدة

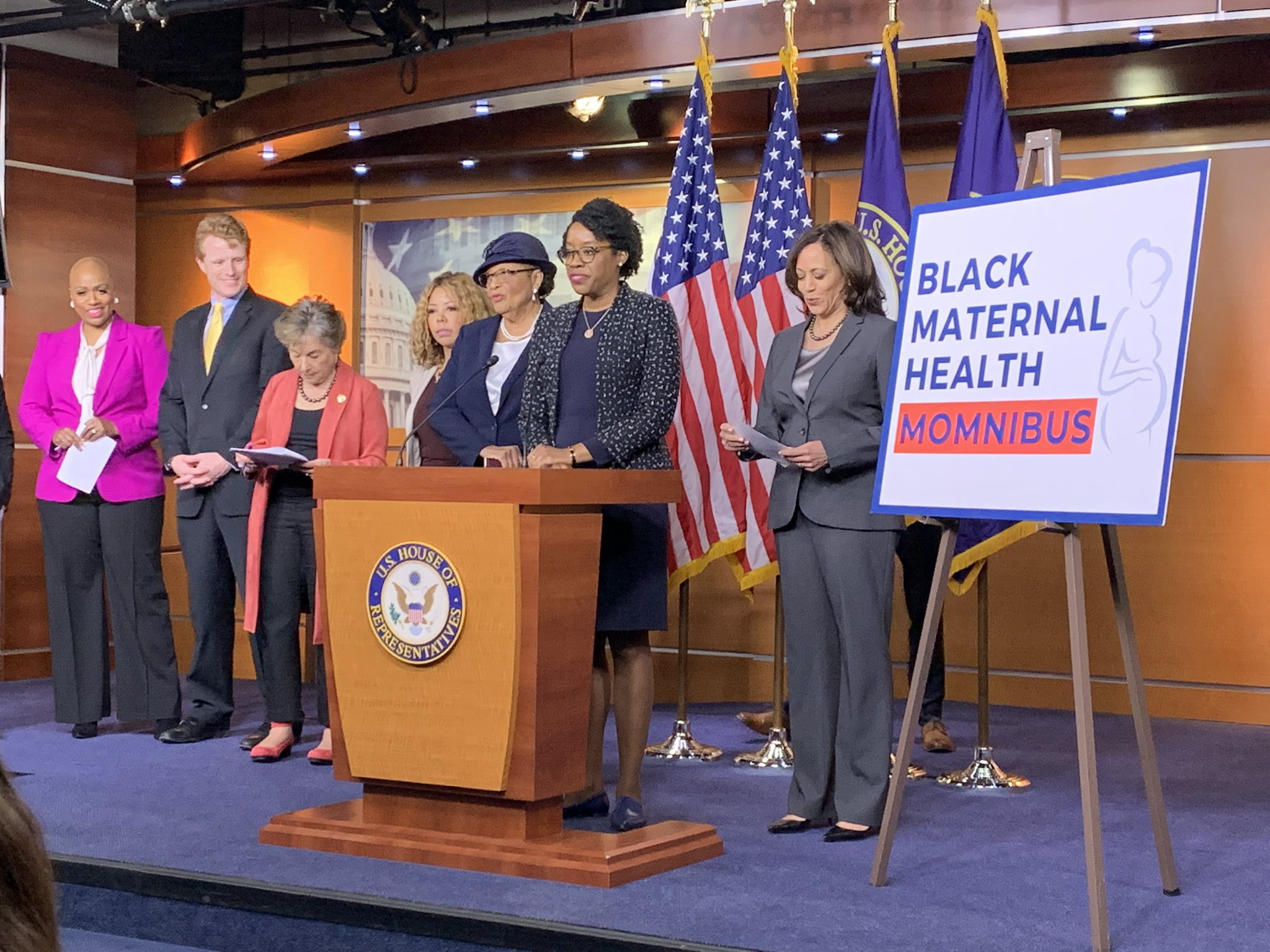
المؤتمر الصحفي لصحة الأم سوداء البشرة في الولايات المتحدة الأمريكية

تشير الصحة الإنجابية للمرأة في الولايات المتحدة إلى مجموعة من القضايا الجسدية، العقلية والاجتماعية التي تتعلق بصحة المرأة في الولايات المتحدة. كما تتضمن حقوق المرأة في الولايات المتحدة في صحة جنسية مناسبة، إتاحة وسائل منع الحمل وعلاج الأمراض المنقولة جنسياً. إن الانتشار لقضايا صحة المرأة في الثقافة الأمريكية مستوحى من الموجة النسوية الثانية في الولايات المتحدة.وكنتيجة لهذه الحركة، بدأت النساء في الولايات المتحدة بالتساؤل حول نظام الرعاية الصحية التي يهيمن عليه الذكور بقدر كبير وبدأن بالمطالبة بحقهن في الحصول على معلومات حول هذه القضايا المتعلقة بعلم التشريح وعلم وظائف الأعضاء. وقد قطعت حكومة الولايات المتحدة أشواطاً كبيرة لاقتراح حلول، مثل، إنشاء مبادرة الصحة النسائية من خلال مكتب بحوث الصحة النسائية في عام 1991.

## القضايا

### الصحة الجنسية
بناء على تعريف منظمة الصحة العالمية للصحة الجنسية فهي حالة وجود رفاهية جنسية على مدار العمر والتي تتضمن كافة الأبعاد منها الجسدي والنفسي والعقلي والاجتماعي والروحي.
فهي عنصر جوهري في صحة الإنسان ككل وهي بالضرورة تعتمد على الإيجابية والإنصاف والاحترام للنهج الجنسي وللعلاقات والتكاثر،
وعليه فيجب أن تخلو من الإكراه والخوف ومن ثم التفرقة والوسم والخزي والعنف.
تعترف حكومة الولايات المتحدة بالدور الذي يلعبه الجنس في أهمية الصحة الجنسية.
ولذا، فهنالك حرب على حقوق المرأة، حرب سياسية مبنية على رغبة المرشحين في الحصول على أصوات معينة أو تمويلات مالية لحملاتهم الانتخابية التي تخدم أجندات خاصة.
ومع ذلك واحدة من تلك المحاولات لخدمة الأجندات الخاصة هي قانون ولاية لويزيانا.
ينص هذا القانون على أحقية النساء في محاكمة الأطباء الذين أخضعوهم لعمليات اجهاض، ويسري هذا القانون على العمليات التي تم القيام بها في الماضي وحتى عشر سنوات.
ويقر القانون على السماح بالمطالبة بتعويضات عن الاضرار الجسدية التي تم إلحاقها بالمرأة وعن الاضرار النفسية التي تم إلحاقها بالجنين.
هذا التحرك السياسي ما هو إلا بادرة للبقية الباقية من الولايات للبدء في تدشين حملات لسن قوانين سواء كانت مناهضة للإجهاض أم لا، اعتماداً على الأجندات التي يقحموها في كل ولاية.
http://search.proquest.com/docview/213811750/

### موانع الحمل
حددت وزارة الصحة والخدمات البشرية (الولايات المتحدة) أهداف التناسل القومية متضمنة الحد من الحمل الغير مرغوب فيه.
ورد في تقارير عدة أن بين كل محاولات الإنجاب في الولايات المتحدة يكون نصفها فقط مخطط له.
وبين 62 مليون سيدة قادرة على الإخصاب، 7 من كل 10 سيدات لديهن نشاط جنسي لا يردن الإنجاب.
تشكل موانع الحمل أزمة كبرى في الصحة الإنجابية للمرأة، 86% من السيدات ذوات النشاط الجنسي يقمن باستخدام موانع للحمل.
على نفس الصعيد 30% من هؤلاء النساء يقدمن على أخذ موانع الحمل الهرمونية.
وعليه فالنساء الأمريكيات يتمتعن بأكبر قدر من الحرية بين نساء العالم في اختيار الوسائل المانعة للحمل.
وختاماً، مراكز مكافحة الأمراض واتقائها لها دور هام في عملية اختيار النساء لموانع الحمل.
تعتمد المرأة في الولايات المتحدة على مقدمي الرعاية الصحية في الحصول على المعلومات اللازمة عن استخدام موانع الحمل.
في عام 2010 وحتى يضمن مقدمي الرعاية الصحية الفهم السليم لعمليات تنظيم الأسرة، نشرت مراكز مكافحة الأمراض المعايير الطبية لوسائل تحديد النسل، وتم تقسيم موانع الحمل لفئتين: دائمة ومؤقتة

#### الوسائل المؤقتة لمنع الحمل[5]
* لوالب منع الحمل التداركي.
- الوسائل الهرمونية:

1. زرع
2. حقن
3. حبوب منع الحمل
4. حبوب مقتصرة على البروجستين
5. لاصقات
6. حلقات مهبلية
7. حبوب منع الحمل الطارئة

- الوسائل العازلة:

1. العازل المهبلي أو العازل المانع للحمل
2. الواقي الذكري
3. الواقي الأنثوي
4. مبيدات النطاف

الوسائل القائمة على الوعي بالخصوبة:
1. الوعي بالخصوبة
2. الامتناع الجنسي

#### الوسائل الدائمة لمنع الحمل[5]
1. تعقيم المرأة
2. تعقيم عنق الرحم

#### وسائل تحديد النسل الهرمونية
تعتبر وسائل منع الحمل الهرمونية أكثر الوسائل الشائعة بين سيدات الولايات المتحدة، حيث يتم استخدامها على نطاق واسع من الاعمار السنية الصغيرة نسبياً (تحت الثلاثين).
فعالية هذه الأقراص تكاد تصل لنسبة 100%، إذا تم تعاطيها بالشكل السليم لكن في أغلب الأوقات يساء استخدامها.
معدل إخفاق حبوب منع الحمل نسبة لا تتعدى 8%، على الرغم من ذلك 32% من النساء المستخدمات للحبوب بعد مرور سنة؛ يتوقفن عن استخدام الحبوب ويلجأن للطرق الأخرى.

#### وسائل منع الحمل داخل الرحم
تتعرض المرأة المقبلة على استخدام وسائل منع الحمل المهبلية للوصم والتمييز.
هناك نوعان من الوسائل الرحمية لمنع الحمل أولهم اللولب الرحمي النحاسي ويعرف أيضاً بالملف الرحمي.
الثاني هو ليفونورغيستريل وهو هرمون مصنع يستخدم في عدد من طرق تحديد النسل.
على جانب ذلك فاللوالب الرحمية استخدامها شحيح بين النساء الأمريكيات بنسبة 2% فقط.
التأثير العام لموانع الحمل يتم تحديده بناء على الاستخدام العادي والاستخدام السليم.
وفيما يتعلق باللوالب الرحمية وتأثيرها على منع الحمل فنسبة نجاحها تصل لمائة بالمائة في كلتا الحالتين، علاوة على ذلك فطبيعة وضع اللوالب داخل الرحم يزيد من نسب النجاح؛ فلا يوجد مجال لسوء استخدامها أو أي حالة من حالات عدم الانتظام أو عدم الاتساق.
بينما تخشى المرأة في المجتمع الأمريكي وسائل منع الحمل داخل الرحم جاعلة منها أقل وسائل منع الحمل شيوعاً.
يفضل العديد من النساء في الولايات المتحدة استخدام وسائل أخرى لمنع الحمل كوسائل منع الحمل الهرمونية وفي حين فشل تلك الوسائل أو يوجد أطفال مسبقين يلجأن لاستخدام وسائل منع الحمل الرحمية.
يقبع الخوف من وسائل منع الحمل داخل الرحم في عدم المعرفة السليمة والمنطقية بكافة الخيارات المتاحة للمرأة؛ بجانب ذلك هناك نحفظ على جودة الأجهزة المستخدمة في تلك الوسائل وفكرة إدخال جهاز غريب طوعاً في جسدهن هي فكرة غريبة وأيضاً الوقت المطلوب لحفظ الجهاز في الرحم.
حتى في الولايات المتحدة الأمريكية فالجهل ببُنية جسد الأنثى والوقاية من الحمل منتشر.

### الأمراض المنقولة جنسياً
منذ الثمانينات وحتى اليوم فمن أهداف وزارة الصحة والخدمات البشرية في الولايات المتحدة تقليل عدد الحالات المصابة بالأمراض الجنسية وذلك خلال منظمة الصحة العامة.
بينما مراكز الوقاية من الأمراض تعمل على توفير دراسات عن الأمراض المنقولة جنسياً وتأثيره على الفتيات والنساء.
هذه الأمراض هي الأمراض المنقولة غالباً عن طريق ممارسة الجنس مع شخص مصاب بالمرض.
أكثر من 20 نوع من الجراثيم، والفيروسات، والطفيليات يمكن أن تسبب الأمراض المنقولة جنسياً.
في الولايات المتحدة قرابة 12 مليون حالة سنوياً مصابة بأحد الأمراض الجنسية، وبينهم يوجد حوالي 1.5 مليون حالة مصابة بداء السيلان، ونص مليون أخرين مصابين بداء القوباء الخاص بالأعضاء التناسلية، و110000 حالة مصابة بمرض الزهري.
يتفشى وباء الأمراض المنقولة عن طريق ممارسة الجنس بين الرجال والنساء على حد السواء.
على الرغم من هذا فيظهرن النساء رد فعل سلبي تجاه بعض الأمراض أكثر من الرجال.
يشمل التباين السلبي في هذه الأمراض إصابة الأنثى بأمراض أكثر خطورة مثل: مرض التهاب الحوض، والحمل خارج الرحم، والألم الحوضي المزمن، والعقم، والعدوات المنتقلة عمودياً، وصعوبات في الحمل، وفقد الجنين، وسرطان عنق الرحم.
علاوة على زيادة خطر الإصابة بالحمل خارج الرحم والولادة المبكرة وتأخر النمو داخل الرحم.
لأسباب عدة فالنساء في الولايات المتحدة عادةً لا يبحثن عن علاج لمعظم الأمراض المنقولة جنسياً.
فنجد أن في الكثير من الحالات تكون بلا أعراض لدى الأنثى وذلك على عكس الذكور.
كما جرت العادة في الأمور المتعلقة بالصحة فالفجوة في فهم الأمراض الخاصة بالمرأة كبيرة إذا تم مقارنتها بالأمراض الخاصة بالرجل.
بجانب عدم حصول المرأة على القدر الكافي من المعلومات المتعلقة بالأمراض وأعراضها.
وبجانب الوصم الخاص بوسائل منع الحمل يوجد وصم بالأمراض المنقولة الأمراض المنقولة جنسياً يمنع النساء من البحث عن معلومات عن الأمراض وأعراضها والعلاج.
وُردَ في دراسة نُشرت في صحيفة صحة المرأة أن الأمراض المنقولة جنسياً هو موضوع يتجنبه النساء، وأيضاً هو موضوع يتجنبنه في الحديث مع شركائهم.
العار الملحوق بهذا الموضوع يجعل المرأة لا تحبذ مناقشته مع رعاة الصحة أو الأهل أو الأصدقاء وشركاء حياتهم.
بالإضافة لذلك؛ فالنساء الأصغر سناً لا يدركن خطورة الأمراض المنقولة جنسياً على سبيل المثال: داء المدثرات هو أكثر الأمراض المنقولة جنسياً انتشاراً بين الرجال والنساء.
بالرغم من ذلك فلا يتبع النساء التوصيات بالفحص الدوري لهذا المرض، وعلاوة على ذلك فليس لديهن أي فكرة عن داء المدثرات غير أنه يمكن الشفاء منه.
فالكشف عن هذه الأمراض هو أدق الطرق للتعرف عليهم، لكنه غير مستخدم استخدام كافي.
كما أن الحصول على الرعاية الصحية وعيادات تنظيم الأسرة يزيد من فرص كشف الأمراض الجنسية والانتفاع منه.
الكشف عن هذه الأمراض يكون عن طريق البحث عن الأعراض المصاحبة للمرض لتحديد نسبة تفشي المرض.
توفر جمعية تنظيم الأسرة الأمريكية عيادات للكشف عن الأمراض المنقولة جنسياً بجانب الأمور المتعلقة بتنظيم الأسرة.
يقترح تنظيم الأسرة بأن تقوم المرأة الناشطة جنسياً بالكشف السنوي على الأقل.
وأخيراً دراسة أخرى تم نشرها في صحيفة صحة المرأة تشدد على ضرورة بدء حملات واسعة للتعرف بالأمراض المنقولة جنسياً؛ تستهدف النساء الأصغر سناً.